# Sydbonit
Sydbonit (Sarda australis) är en fiskart som först beskrevs av Macleay, 1881.  Sydbonit ingår i släktet Sarda och familjen makrillfiskar. IUCN kategoriserar arten globalt som livskraftig. Inga underarter finns listade i Catalogue of Life.